# Achatocarpus brevipedicellatus
Achatocarpus brevipedicellatus là một loài thực vật có hoa trong họ Achatocarpaceae. Loài này được H.Walter mô tả khoa học đầu tiên năm 1909.